# Century Tower
Century Tower Condominiums, anteriormente conocido como Trustees System Service Building, es un edificio histórico ubicado en 182 West Lake Street en el Loop de la ciudad de Chicago, en el estado de Illinois (Estados Unidos). El 3 de septiembre de 1998 fue agregado al Registro Nacional de Lugares Históricos y el 14 de enero de 2004 fue designado hito oficial de Chicago. Tiene 28 pisos y mide 102,41 metros de altura.

## Historia
Fue diseñado en 1929 y terminado en 1930. En el momento de su finalización, era el edificio de hormigón armado más alto del mundo. Su inquilino original y homónimo era Trustees System Service, un banco que se especializaba en préstamos al consumo. Los arquitectos Thielbar y Fugard lo diseñaron en estilo art déco. Consiste en un edificio principal de veinte pisos coronado por una torre de ocho pisos y un zigurat.
Está ubicado en las calles Wells y Lake, la única intersección en Chicago donde dos líneas elevadas de metro se cruzan en direcciones opuestas. Ha tenido una larga lista de embajadas de varios países como inquilinos.
La propiedad se convirtió de un edificio comercial a apartamentos en 2003. Durante la remodelación, la dirección del edificio se cambió de 201 North Wells Street a 182 West Lake Street. En agosto de 2004, el edificio se utilizó para filmar escenas de la película Batman Begins. En septiembre de 2005 el edificio se convirtió en condominio y su nombre cambió a Century Tower.